# Presa de Sant Gregori
La presa de Sant Gregori és un petit embassament de la conca de la Noguera Pallaresa, format per una presa situada al municipi de Castell de Mur (antic terme de Mur), a la comarca del Pallars Jussà. Està en desús des de fa anys.
Situat sota i al nord de l'ermita de Sant Gregori, al nord de Vilamolat de Mur, la presa arreplega les aigües del barranc de Sant Gregori, del barranc de la Font de Borrell, de la llau de la Vinya del Serrat i del barranc del Coscollar.